# Élida
A  unidade periférica de Élida, Élide ou Élis (em grego:  Περιφερειακή ενότητα Ηλείας)  é uma das três unidades em que se divide a  periferia da  região da Grécia Ocidental. Está situada na costa ocidental do Peloponeso. Sua capital é a cidade de Pírgos.

## Mitologia
O primeiro governante da região foi Étlio, filho de Zeus e Protogênia, filha de Deucalião. Ele foi sucedido por seu filho Endimião, e depois por seu neto Epeiu.
Gerações mais tarde, Élis foi saqueada por Héracles.